# هارتفرد (مین)
هارتفرد (به انگلیسی: Hartford) یک منطقهٔ مسکونی در ایالات متحده آمریکا است که در شهرستان آکسفورد، مین واقع شده‌است. هارتفرد ۱۱۶٫۷۶ کیلومتر مربع مساحت و ۱٬۲۰۳ نفر جمعیت دارد و ۱۶۱ متر بالاتر از سطح دریا واقع شده‌است.